# 企業組合建築環境システム
企業組合建築環境システム（きぎょうくみあいけんちくかんきょうしすてむ、英語: Joint-Enterprise Cooperatives Building Environment Systems）は、日本の愛知県豊橋市に本部・三河事務所に置く、一般社団法人日本設備設計事務所協会連合会、一般社団法人愛知県設備設計監理協会に加入する建築設備設計事務所。
旧名称は企業組合設備企画（きぎょうくみあいせつびきかく）。
本部・三河事務所のほか、愛知県名古屋市中村区、静岡県静岡市葵区、岐阜県岐阜市に事務所を置く。

## 概要
東海3県にある建築・建築設備、設計・監理業務を行っている一級建築士事務所。
企業組合とは事業者、勤労者、主婦、学生など個人の方々(4人以上）が組合員となって資本と労働を持ち寄り、自らの働く場を創造するための組織である。
また、組合自体がそれぞれの有するアイデアや技能、技術などを活かした事業を会社と同じように法人格を有する一個の事業体として実施する組織であり、個人が集まって創業するための組織。

## 沿革
- 1975年（昭和50年） - 愛知県豊橋市にて近藤直幸設備事務所を開設。
- 1982年（昭和57年） - 組織変更に伴い企業組合設備企画を設立。
- 1984年（昭和59年）- 官公需適格組合証明取得・官公需業種別受注対策事業対象組合に決定
- 1995年（平成7年） - 愛知県豊橋市仁連木町に本部を新築。
- 1997年（平成９年） - 愛知県名古屋市中村区に尾張事務所を開設。
- 2005年（平成17年） - 企業組合建築環境システムに組合名変更。
- 2008年（平成20年）- 愛知県名古屋市中村区に名古屋事務所を新築。
- 2010年（平成22年）- 静岡県静岡市葵区に静岡事務所、岐阜県岐阜市に岐阜事務所を開設。

## 加入団体
- 一般社団法人日本設備設計事務所協会連合会
- 一般社団法人愛知県設備設計監理協会
- 一般社団法人建築設備技術者協会中部支部
- 全国中小企業団体中央会
- 愛知県中小企業団体中央会
- 一般社団法人東三河kid's未来クラブ

## サポートチーム
- 三遠ネオフェニックス
- 名古屋オーシャンズ